# الصلت بن مالك الخروصي اليحمدي
الإمام الصلت بن مالك الخروصي اليحمدي الأزدي من أشهر أئمة عمان في القرن الثالث الهجري، كان ناسكا متعبدا، عالما عارفا بكتاب الله عادلا، وكان مثالا في التواضع والزهد وحسن السيرة. بويع بالإمامة في اليوم السادس عشر من ربيع الآخر سنة 237 هـ في اليوم الذي توفي فيه الإمام «مهنأ بن جيفر اليحمدي»، وكان على رأس المبايعين الشيخ «محمد بن محبوب الرحيلي» و«بشير بن المنذر» فبايعوه على ما بويع عليه أهل العدل قبله، ودامت إمامته 35 سنة وسبعة أشهر.
من أهم الأعمال التي قام بها الإمام الصلت تحرير جزيرة سقطرى من قبضة النصارى، وحماية الهند من قراصنة البحر، وفي عهده أيضا شهدت عمان تطور معماري فبنى الإمام حصن نزوى وقام بترميم قلعة نخل.كما أعد سفن مخصصة يطلق عليها (البوصي) لتحرير جزيرة سقطرى، وقال عنه أحد الشعراء: ملكَ الصلت الخروصي ألف بوصيٍ وبوصي. (

## أمطار سنة 251 هـ
تشير بعض الروايات أنه في عهد الإمام الصلت بن مالك الخروصي في سنة 251 هـ هطلت على عمان وتحديدا على الباطنة وأجزاء من الداخلية أمطار غزيرة، سالت على إثرها أودية جارفة إقتلعت الأشجار، وتهدمت كثير من البيوت، ومات بسببها كثير من الناس وترك كثير من الخلق بلدانهم لما أصابها من خراب في العمران وذهاب للأموال.

## حماية الهند من القراصنة
استنجد ملك الهند بالإمام الصلت بن مالك الخروصي ضد قراصنة البحر فقضى عليهم الإمام فأهدى ملك الهند للإمام سيفاً مكتوب عليه
إذا بدا حد هذا الصارم الذكر فقل أعوذ برب الجن والبشر
الصارم: هي الباتر الغضب الذي ظهرت للناس آياته في سالف العصر. 
كما انه استخدم سفن البوصي لطردهم في جزيرة سقطرى في الهند الجنوبية، وقد قال أحد الشعراء واصفاً سفن الإمام الصلت:«مَلَكَ الصلت الخروصي......ألف بوصي وبوصي».

## عزل الإمام عن الحكم
عزل الإمام الصلت بن مالك عن الحكم عام 272 هـ بعد حكم دام 35 عاما، وتولى الإمامة بعده «راشد بن النظر اليحمدي»، وتوفي الإمام الصلت بن مالك سنة 275 هـ بعد حياة قضاها في خدمة الدين والوطن.